# Ruderclub Erlenbach
Der Ruderclub Erlenbach ist ein 1952 gegründeter Ruderclub in Erlenbach an der sogenannten Goldküste im Kanton Zürich. Er schickte bisher zu zwei Olympischen Spielen Vertreter. 

## Geschichte
Der Ruderclub Erlenbach wurde 1952 gegründet. Der erste Schweizermeister-Titel konnte 1954 mit Walter Künzler, Karl Heller, Werner Aeberli, Florian Ducommun und Paul Resch als Steuermann gewonnen werden; der zweite Schweizermeister-Titel folgte 1966. Den ersten Achter-Sieg erlangte der Club im Jahr 1967. Bei den Olympischen Spielen 1980 in Moskau war Daniel Winkler erster Vertreter des Clubs. Vier Jahre später nahm Winkler auch an den Olympischen Spielen 1984 in Los Angeles im Doppelzweier zusammen mit Marc-Sven Nater teil.

## Bootshäuser
Als erstes Bootshaus nach der Gründung wurde eine Scheune oberhalb der Seestrasse benutzt. Im Jahr 1971 wurde dann ein neues Bootshaus gebaut, welches auch über Toiletten und eine Dusche verfügte.

## Nationale Erfolge
- Lina Kuehn, Platz 1 Swiss Rowing Indoors in der U17-Kategorie[2]
- Ayana und Selina + Renngemeinschaft mit Stäfa, Platz 1 Schweizer Meisterschaften im Frauen Doppelvierer U19[2]
- Fabian Weiher, Paul Manner, Aidan Fäs, Andrin Haeni, Guy Dorschner, Leonard Kopp, Felix Locher und Aurel Kopp, Platz 3 an den Schweizer Meisterschaften im Junioren Achter U17 2021[2]
- Ayana Hatt, Lina Kuehn und Henri Battenfeld (Steuermann) in einer Renngemeinschaft, Platz 2 an den Schweizer Meisterschaften im Elite Frauen Achter 2021[2]

## Internationale Erfolge
- Lina Kuehn, Platz 1 Junioren Weltmeisterschaften 2021 in Bulgarien im Frauen Doppelvierer.[3]
- Lina Kuehn, Platz 1 Swiss Rowing Indoors in der Kategorie U19 mit neuem Schweizer Rekord.[4]